# Stade Ebal-Rodríguez
Le stade Ebal-Rodríguez est un stade de football du Costa Rica.